# سبتمبر 2009
سبتمبر 2009 هو الشهر التاسع من عام 2009. بدأ الشهر يوم الثلاثاء، وانتهى يوم الأربعاء بعد 30 يومًا.

## بوابة:أحداث جارية
| \| 1 سبتمبر 2009 (الثلاثاء) \| عدل \| تاريخ \| راقب \| تصفح \| |     |       |      |      |
| - الرئيس الإسرائيلي شمعون بيريز (في الصورة) يقول إن الرئيس الأمريكي باراك أوباما قد يرأس اجتماع بين رئيس وزراء إسرائيل بنيامين نتنياهو ورئيس السلطة الوطنية الفلسطينية محمود عباس في الأمم المتحدة هذا الشهر في محادثات قد تؤدي إلى استئناف عملية السلام. (رويترز) - المجلس الأعلى الإسلامي العراقي ينتخب عمار الحكيم رئيساً له خلفاً لوالده عبد العزيز الحكيم الذي توفي الأسبوع الماضي. (رويترز) |     |       |      |      |
| 1 سبتمبر 2009 (الثلاثاء) | عدل | تاريخ | راقب | تصفح |

| 1 سبتمبر 2009 (الثلاثاء) | عدل | تاريخ | راقب | تصفح |

| \| 2 سبتمبر 2009 (الأربعاء) \| عدل \| تاريخ \| راقب \| تصفح \| |     |       |      |      |
| - الحوثيون يتوعدون بحرب استنزاف طويلة بعد رفض الحكومة اليمنية مبادرتهم لوقف القتال في معاقلهم بمحافظة صعدة. (الجزيرة) - رئيس مولدافيا فلاديمير فورونين يستقيل من منصبه بعد ثمان سنوات قضاها في السلطة ويقول أنه سيعود إلى عمله كعضو في البرلمان إضافة إلى قيادته للحزب الشيوعي، وتأتي الاستقالة وسط أزمة سياسية في بسبب الجدل بين الشيوعيين والأحزاب الموالية للغرب. (الجزيرة) - الرئيس الأمريكي باراك أوباما (في الصورة) يشيد بالإسلام ويعتبره جزء لا يتجزأ من الولايات المتحدة وذلك خلال حفل إفطار رمضاني أقامه في البيت الأبيض على شرف ممثلي الجالية الإسلامية في الولايات المتحدة. (العربية) |     |       |      |      |
| 2 سبتمبر 2009 (الأربعاء) | عدل | تاريخ | راقب | تصفح |

| 2 سبتمبر 2009 (الأربعاء) | عدل | تاريخ | راقب | تصفح |

| \| 3 سبتمبر 2009 (الخميس) \| عدل \| تاريخ \| راقب \| تصفح \| |     |       |      |      |
| - رئيس وزراء العراق نوري المالكي (في الصورة) يتحدى سوريا بأن تفسر سبب إيواءها لمجموعات مسلحة يعتبرها العراق مسؤولة عن تفجيرات على أراضيه. (بي بي سي) - تركيا تعلن إنها ستزيد من كميات المياه التي تتدفق بإتجاه سوريا والعراق عبر نهري الفرات ودجلة لكنها تعلن بأنها تعاني مثل البلدين من أزمة مياه بسبب الجفاف. (بي بي سي) - الإعلان عن فوز علي بن بونجو نجل الزعيم الغابوني الراحل عمر بونجو بالانتخابات الرئاسية بعد حصولة على 42% من الأصوات وسط احتجاجات من جماعات المعارضة التي تقول إن الانتخابات زورت لضمان توريث الحكم. (بي بي سي) |     |       |      |      |
| 3 سبتمبر 2009 (الخميس) | عدل | تاريخ | راقب | تصفح |

| 3 سبتمبر 2009 (الخميس) | عدل | تاريخ | راقب | تصفح |

| \| 4 سبتمبر 2009 (الجمعة) \| عدل \| تاريخ \| راقب \| تصفح \| |     |       |      |      |
| - العراق يوجه طلب رسمي إلى مجلس الأمن الدولي لفتح تحقيق في سلسلة التفجيرات التي قتلت 95 شخص في بغداد في 19 أغسطس الماضي. (بي بي سي) - اليمن يؤكد خرق الحوثيين لقرار تعليق العمليات العسكرية الذي أقرته صنعاء استجابة لنداء منظمات الإغاثة الدولية (العربية) |     |       |      |      |
| 4 سبتمبر 2009 (الجمعة) | عدل | تاريخ | راقب | تصفح |

| 4 سبتمبر 2009 (الجمعة) | عدل | تاريخ | راقب | تصفح |

| \| 5 سبتمبر 2009 (السبت) \| عدل \| تاريخ \| راقب \| تصفح \| |     |       |      |      |
| - انفجاران في الموصل شمال العراق يؤديان إلى سقوط قتلى وجرحى، والحكومة العراقية ترسل مزيدًا من قوات الأمن إلى المناطق الحدودية مع سوريا، وتقول إن الهدف من هذه الخطوة هو منع تسلل المسلحين عبر الحدود إلى أراضيها. (الجزيرة) - الجيش اليمني يواصل غاراته ضد الحوثيين بعد انهيار عرض الهدنة. (العربية) |     |       |      |      |
| 5 سبتمبر 2009 (السبت) | عدل | تاريخ | راقب | تصفح |

| 5 سبتمبر 2009 (السبت) | عدل | تاريخ | راقب | تصفح |

| \| 6 سبتمبر 2009 (الأحد) \| عدل \| تاريخ \| راقب \| تصفح \| |     |       |      |      |
| - رئيس المكتب السياسي لحركة حماس خالد مشعل (في الصورة) أجرى محادثات في القاهرة مع مدير المخابرات المصرية اللواء عمر سليمان تناولت مسألة تبادل الأسرى مع إسرائيل وسبل التوصل إلى مصالحة بين الفلسطينيين. (العربية) - الحكومة الإسرائيلية تقر خطة رئيس الوزراء بنيامين نتنياهو القاضية ببناء مئات الوحدات السكنية للمستوطنين في الضفة الغربية برغم الإنتقاد الأمريكي لهذا القرار. (بي بي سي) - رئيس الوزراء البريطاني جوردون براون والمستشارة الألمانية أنغيلا ميركل يدعوان إلى عقد مؤتمر دولي خاص حول أفغانستان قبل نهاية السنة يهدف إلى نقل المسؤوليات الأمنية إلى القوات الأفغانية وتشجيعها والشعب الأفغاني على تحمل مسؤولية مستقبل أفغانستان. (بي بي سي) - النتائج الجزئية للانتخابات الرئاسية في أفغانستان تشير إلى اتساع الفارق بين الرئيس المنتهية ولايته حامد كرزاي ومنافسه عبد الله عبد الله واقتراب كرزاي من حسم المعركة من الجولة الأولى. (بي بي سي) |     |       |      |      |
| 6 سبتمبر 2009 (الأحد) | عدل | تاريخ | راقب | تصفح |

| 6 سبتمبر 2009 (الأحد) | عدل | تاريخ | راقب | تصفح |

| \| 7 سبتمبر 2009 (الإثنين) \| عدل \| تاريخ \| راقب \| تصفح \| |     |       |      |      |
| - رئيس الحكومة اللبنانية المكلف سعد الدين الحريري يعرض على رئيس الجمهورية ميشال سليمان تشكيلة حكومية تضم 30 وزير بعد 70 يوم من تكليفه بهذه المهمة ويقول إن الرئيس سيدرس الاقتراح وبعد ذلك سيقرر ما إذا كان سيصدر مرسوم بالمصادقة على التشكيلة المقترحة أم لا، والمعارضة ترفض الطريقة التي إتبعها الحريري بتشكيل الحكومة وتعلن إنها لن نتعامل مع هذا الاقتراح لأنها لا نعلم عنه شيء. (رويترز) - مدير الوكالة الدولية للطاقة الذرية محمد البرادعي (في الصورة) يحث إيران على معاودة الانخراط في مباحثات مع المجتمع الدولي وتوضيح القضايا العالقة الخاصة بطموحاتها النووية بشكل نهائي. (بي بي سي) - الولايات المتحدة تؤكد معارضتها لمشروع أقرته إسرائيل لبناء منازل بمستوطنات في الضفة الغربية. (العربية) |     |       |      |      |
| 7 سبتمبر 2009 (الإثنين) | عدل | تاريخ | راقب | تصفح |

| 7 سبتمبر 2009 (الإثنين) | عدل | تاريخ | راقب | تصفح |

| \| 8 سبتمبر 2009 (الثلاثاء) \| عدل \| تاريخ \| راقب \| تصفح \| |     |       |      |      |
| - آخر نتائج الانتخابات الرئاسية الأفغانية تشير إلى تقدم الرئيس المنتهية ولايته حامد كرزاي بنسبة 54.1% ومنافسه المباشر وزير الخارجية الأسبق عبد الله عبد الله في المرتبة الثانية بنسبة 28.3% من الأصوات، وتخص هذه النتائج 92% من البطاقات الانتخابية، ويعتبر الحصول على نصف الأصوات كافٍ لتفادي خوض جولة ثانية والإعلان عن فوز كرزاي. (بي بي سي) - رئيس وزراء الإمارات العربية المتحدة حاكم إمارة دبي الشيخ محمد بن راشد آل مكتوم (في الصورة) يقول أن دبي ستنظر في إجراء تغييرات صغيرة في إستراتيجية التنمية بها وستكون أكثر تدقيقاً في المستقبل نتيجة للأزمة المالية العالمية. (رويترز) - وزير النفط الكويتي الشيخ أحمد عبد الله الأحمد الصباح يقول إن لجنة المتابعة الوزارية في أوبك لا ترى حاجة لأن تغير المنظمة أهداف الإنتاج الحالية. (رويترز) |     |       |      |      |
| 8 سبتمبر 2009 (الثلاثاء) | عدل | تاريخ | راقب | تصفح |

| 8 سبتمبر 2009 (الثلاثاء) | عدل | تاريخ | راقب | تصفح |

| 9 سبتمبر 2009 (الأربعاء) | عدل | تاريخ | راقب | تصفح |

| \| 10 سبتمبر 2009 (الخميس) \| عدل \| تاريخ \| راقب \| تصفح \| |     |       |      |      |
| - رئيس الحكومة اللبنانية المكلف سعد الدين الحريري (في الصورة) يعلن إنه أبلغ رئيس الجمهورية ميشال سليمان اعتذاره عن تشكيل الحكومة بعد رفض الأقلية النيابية تشكيلة حكومة الوحدة الوطنية التي قدمها. (بي بي سي) - مصر تعرض على ممثلي حركتي فتح وحماس الفلسطينيتين مقترحات جديدة بشان المصالحة بينهما تنص خصوصاً على تنظيم انتخابات في منتصف عام 2010 وإعادة دمج الأجهزة الأمنية. (بي بي سي) - طرفا اتفاق السلام الشامل في السودان حزب المؤتمر الوطني الحاكم في الشمال والحركة الشعبية لتحرير السودان الحاكمة في الجنوب يفشلان بالتوصل إلى اتفاق حول النسب التي يحدد على أساسها تقرير المصير لأبناء الجنوب في الاستفتاء المقرر عام 2011، والمبعوث الأمريكي الخاص للسودان يعرب عن خيبة أمله. (العربية) |     |       |      |      |
| 10 سبتمبر 2009 (الخميس) | عدل | تاريخ | راقب | تصفح |

| 10 سبتمبر 2009 (الخميس) | عدل | تاريخ | راقب | تصفح |

| \| 11 سبتمبر 2009 (الجمعة) \| عدل \| تاريخ \| راقب \| تصفح \| |     |       |      |      |
| - مصادر أمنية لبنانية وأخرى إسرائيلية تعلن أن صاروخين على الأقل أطلقا من لبنان على شمال إسرائيل وإن المدفعية الإسرائيلية ردت بقصف بساتين فاكهة أطلقت منها الصواريخ. (رويترز) - الرئيس الأمريكي باراك أوباما يقول في ذكرى تفجيرات 11 سبتمبر إن على الشعب الأمريكي أن يجدد العزم في مواجهة من ارتكب هذا العمل البربري والذين لا يزالون يتامرون على الولايات المتحدة. (رويترز) - وزارة الخارجية الأمريكية تعلن أن المبعوث الأمريكي للشرق الأوسط جورج ميتشل (في الصورة) سيغادر في جولة تشمل إسرائيل وفلسطين والأردن ولبنان ومصر حيث يسعى إلى استئناف محادثات السلام الإسرائيلية - الفلسطينية. (رويترز) |     |       |      |      |
| 11 سبتمبر 2009 (الجمعة) | عدل | تاريخ | راقب | تصفح |

| 11 سبتمبر 2009 (الجمعة) | عدل | تاريخ | راقب | تصفح |

| \| 12 سبتمبر 2009 (السبت) \| عدل \| تاريخ \| راقب \| تصفح \| |     |       |      |      |
| - إسرائيل تقدم شكوى إلى مجلس الأمن ضد لبنان على خلفية سقوط صاروخين في شمال إسرائيل أطلقا من جنوب لبنان. (بي بي سي) - الحكومة العراقية توافق على مسودة قانون يمهد الطريق لإجراء انتخابات عامة ستجرى في يناير القادم يتضمن انتقالاً إلى نظام القائمة المفتوحة الذي يسمح للناخبين بالتصويت لمرشحين وليس فقط لأحزاب. (رويترز) - إيران تعلن إنها لن تتراجع فيما يخص النزاع مع الغرب بشأن برنامجها النووي وذلك بعد يوم واحد من إعلان الولايات المتحدة عن إنها توافق على عرض إيران بالدخول في محادثات واسعة النطاق مع القوى الست الكبرى. (رويترز) - نقل الرئيس الإسرائيلي شمعون بيريز إلى المستشفى بعد فقدانه للوعي أثناء احتفال في تل أبيب، وطبيبه الشخصي يقول إنه بخير وسيعود لمزاولة عمله في الغد. (رويترز) |     |       |      |      |
| 12 سبتمبر 2009 (السبت) | عدل | تاريخ | راقب | تصفح |

| 12 سبتمبر 2009 (السبت) | عدل | تاريخ | راقب | تصفح |

| \| 13 سبتمبر 2009 (الأحد) \| عدل \| تاريخ \| راقب \| تصفح \| |     |       |      |      |
| - الرئيس المصري محمد حسني مبارك (في الصورة) يدعو إلى إجراء مفاوضات حول الحدود النهائية للدولة الفلسطينية لأن ذلك سيمهد الطريق للاتفاق على قضايا الوضع النهائي في إطار زمني محدد ويحث إسرائيل على وقف جميع محاولت تهويد القدس. (بي بي سي) - الجيش اليمني يعلن مقتل سبعة من المتردين الحوثيين وجرح ثمانية آخرين مع دخول هجومه على معقل الحوثيين شهره الثاني. (بي بي سي) |     |       |      |      |
| 13 سبتمبر 2009 (الأحد) | عدل | تاريخ | راقب | تصفح |

| 13 سبتمبر 2009 (الأحد) | عدل | تاريخ | راقب | تصفح |

| \| 14 سبتمبر 2009 (الإثنين) \| عدل \| تاريخ \| راقب \| تصفح \| |     |       |      |      |
| - محكمة بريطانية تحكم بالسجن على ثلاثة متهمين بالتخطيط لتفجير طائرات في الجو باستخدام متفجرات سائلة بمدد تتراوح بين 32 و40 عام. (بي بي سي) - الولايات المتحدة تقول أن رفض إيران مناقشة برنامجها النووي أثناء المحادثات مع القوى الست الكبرى المقررة أوائل الشهر القادم سيظهر عدم تعاونها مع المجتمع الدولي. (الجزيرة) - رئيس الوزراء الإسرائيلي بنيامين نتنياهو يستبعد أي تجميد تام للاستيطان في الأراضي الفلسطينية ويقول أن ذلك التجميد الذي تطالب به الولايات المتحدة لاستئناف المفاوضات الفلسطينية - الإسرائيلية سيكون محدودًا ومؤقتًا. (الجزيرة) - تثبيت الدبلوماسي الياباني يوكيا أمانو كمدير عام جديد للوكالة الدولية للطاقة الذرية ليخلف المدير الحالي محمد البرادعي من مطلع ديسمبر. (الجزيرة) |     |       |      |      |
| 14 سبتمبر 2009 (الإثنين) | عدل | تاريخ | راقب | تصفح |

| 14 سبتمبر 2009 (الإثنين) | عدل | تاريخ | راقب | تصفح |

| \| 15 سبتمبر 2009 (الثلاثاء) \| عدل \| تاريخ \| راقب \| تصفح \| |     |       |      |      |
| - نائب الرئيس الأمريكي جو بايدن (في الصورة) يصل إلى العراق في زيارة لم يعلن عنها سابقاً وذلك لمواصلة الضغط الأمريكي على الزعماء العراقيين للتوصل لتسويات سياسية، بينما أطلقت عدة قذائف على المنطقة الخضراء شديدة التحصين بعد وقت قصير من وصوله. (رويترز) - الأمم المتحدة تقول إن هناك أدلة على أن الجيش الإسرائيلي وحركة حماس ارتكبا جرائم حرب وربما جرائم ضد الإنسانية خلال الحرب في قطاع غزة. (رويترز) - الإفراج عن الصحفي العراقي منتظر الزيدي الذي اكتسب شهرة عالمية عندما رشق الرئيس الأمريكي السابق جورج بوش بحذائه. (رويترز) |     |       |      |      |
| 15 سبتمبر 2009 (الثلاثاء) | عدل | تاريخ | راقب | تصفح |

| 15 سبتمبر 2009 (الثلاثاء) | عدل | تاريخ | راقب | تصفح |

| \| 16 سبتمبر 2009 (الأربعاء) \| عدل \| تاريخ \| راقب \| تصفح \| |     |       |      |      |
| - الرئيس اللبناني ميشال سليمان (في الصورة) يعيد تكليف زعيم تيار المستقبل النائب سعد الدين الحريري بتشكيل الحكومة اللبنانية وذلك بعد تسميته من 73 نائب من نواب المجلس النيابي. (بي بي سي) - اللجنة الوطنية للانتخابات الأفغانية تعلن النتائج النهائية التي أظهرت فوز الرئيس الأفغاني المنتهيه ولايته حامد كرزاي بولاية رئاسية جديدة بعد حصولة على 54.6% من الأصوات وهي نسبة كافية لتجنب جولة إعادة، بينما حصل أقرب منافسيه المرشح عبد الله عبد الله على 27.7%، لكن هذه النتائج لن تقر بشكل رسمي حتى يتم التحقيق في جميع الشكاوى المتعلقة بعمليات التصويت وإعادة فرز الأصوات وهو أمر سيستغرق أسابيع. (بي بي سي) |     |       |      |      |
| 16 سبتمبر 2009 (الأربعاء) | عدل | تاريخ | راقب | تصفح |

| 16 سبتمبر 2009 (الأربعاء) | عدل | تاريخ | راقب | تصفح |

| \| 17 سبتمبر 2009 (الخميس) \| عدل \| تاريخ \| راقب \| تصفح \| |     |       |      |      |
| - الولايات المتحدة تلغي مشروع الدرع الصاروخي في أوروبا في قرار جاء حسب وزير الدفاع الأمريكي روبرت غيتس بعد مراجعة قدرات إيران، والرئيس الأمريكي باراك أوباما يقول إن الدرع الصاروخي سيعوض بنظام يوفر حماية أقوى وأذكى وأسرع للقوات الأمريكية وحلفاء الولايات المتحدة في أوروبا. (الجزيرة) - الرئيس الروسي دميتري ميدفيديف (في الصورة) يرحب بقرار الولايات المتحدة التخلي عن خططها القاضية ببناء نظام دفاع صاروخي أوروبي. (بي بي سي) - وزير الثقافة المصري والمرشح لمنصب مدير عام منظمة الأمم المتحدة للتربية والعلم والثقافة - يونسكو فاروق حسني يحصل على أعلى عدد من الأصوات في الجولة الأولى من انتخابات اختيار مدير عام اليونسكو. (بي بي سي) |     |       |      |      |
| 17 سبتمبر 2009 (الخميس) | عدل | تاريخ | راقب | تصفح |

| 17 سبتمبر 2009 (الخميس) | عدل | تاريخ | راقب | تصفح |

| \| 18 سبتمبر 2009 (الجمعة) \| عدل \| تاريخ \| راقب \| تصفح \| |     |       |      |      |
| - الرئيس الإيراني الأسبق محمد خاتمي ومرشح الرئاسة الخاسر مير حسين موسوي يتعرضان للاعتداء أثناء مشاركتهما في مسيرة إنطلقت في العاصمة طهران دعما للشعب الفلسطيني في يوم القدس. (بي بي سي) - أمين عام حلف شمال الأطلسي - الناتو أندرس فوغ راسموسن (في الصورة) يدعو إلى تأسيس شراكة إستراتيجية جديدة مع روسيا. (بي بي سي) |     |       |      |      |
| 18 سبتمبر 2009 (الجمعة) | عدل | تاريخ | راقب | تصفح |

| 18 سبتمبر 2009 (الجمعة) | عدل | تاريخ | راقب | تصفح |

| \| 19 سبتمبر 2009 (السبت) \| عدل \| تاريخ \| راقب \| تصفح \| |     |       |      |      |
| - البيت الأبيض يعلن أن الرئيس الأمريكي باراك أوباما سيلتقي الثلاثاء المقبل مع رئيس وزراء إسرائيل بنيامين نتنياهو ورئيس السلطة الوطنية الفلسطينية محمود عباس في قمة ثلاثية. (بي بي سي) - الجزائر والسعودية وإيران والسودان وسوريا والإمارات واليمن والكويت وقطر والبحرين وتونس ولبنان والأردن والأراضي الفلسطينية يعلنون أن عيد الفطر يوم الأحد، وبينما سلطنة عمان والمغرب أعلنوا إنه يوم الاثنين، وفي العراق السنة يوم الأحد والشيعة يوم الاثنين، بينما احتفلت ليبيا به اليوم السبت. (بي بي سي) |     |       |      |      |
| 19 سبتمبر 2009 (السبت) | عدل | تاريخ | راقب | تصفح |

| 19 سبتمبر 2009 (السبت) | عدل | تاريخ | راقب | تصفح |

| \| 20 سبتمبر 2009 (الأحد) \| عدل \| تاريخ \| راقب \| تصفح \| |     |       |      |      |
| - الجبهة الشعبية لتحرير فلسطين تدعو رئيس السلطة الوطنية الفلسطينية محمود عباس إلى عدم المشاركة باللقاء الثلاثي مع الرئيس الأمريكي باراك أوباما ورئيس وزراء إسرائيل بنيامين نتنياهو لأنه لا يخدم سوى المصالح الأمريكية والإسرائيلية وإنه سيكون بمثابه هدية للحكومة الإسرائيلية العنصرية، ورئيس الحكومة المقالة في قطاع غزة إسماعيل هنية يقول أنه لا أحد مخول بالتوقيع على اتفاق سلام مع إسرائيل بالنيابة عن الشعب الفلسطيني. (الجزيرة) - المرشد الأعلى الثورة الإسلامية الإيرانية علي خامنئي (في الصورة) يقول إن الولايات المتحدة تتهم بلاده بغير وجه حق بمحاولة تطوير أسلحة نووية. (بي بي سي) - الرئيس اليمني علي عبد الله صالح يتهم الحوثيين بقتل مدنيين أبرياء باستخدامهم كدروع بشرية. (رويترز) |     |       |      |      |
| 20 سبتمبر 2009 (الأحد) | عدل | تاريخ | راقب | تصفح |

| 20 سبتمبر 2009 (الأحد) | عدل | تاريخ | راقب | تصفح |

| \| 21 سبتمبر 2009 (الإثنين) \| عدل \| تاريخ \| راقب \| تصفح \| |     |       |      |      |
| - البيت الأبيض يعلن أنه ليس لديه توقعات كبرى من الاجتماع الثلاثي الذي سيعقد الثلاثاء في نيويورك ويجمع كلا من الرئيس الأمريكي باراك أوباما والرئيس الفلسطيني محمود عباس ورئيس الوزراء الإسرائيلي بنيامين نتنياهو على هامش إجتماعات الجمعية العامة للأمم المتحدة. (بي بي سي) |     |       |      |      |
| 21 سبتمبر 2009 (الإثنين) | عدل | تاريخ | راقب | تصفح |

| 21 سبتمبر 2009 (الإثنين) | عدل | تاريخ | راقب | تصفح |

| \| 22 سبتمبر 2009 (الثلاثاء) \| عدل \| تاريخ \| راقب \| تصفح \| |     |       |      |      |
| - الرئيس الأمريكي باراك أوباما يدعو رئيس وزراء إسرائيل بنيامين نتنياهو ورئيس السلطة الوطنية الفلسطينية محمود عباس إلى عمل جاد لتحقيق السلام في الشرق الأوسط وذلك بعد لقائه بهما، ويقول إن مفاوضات الوضع الدائم يجب أن تبدأ في أقرب وقت. (بي بي سي) - الرئيس العراقي جلال طالباني (في الصورة) يتعهد قبيل سفره إلى نيويورك لتمثيل بلاده في اجتماعات الجمعية العامة للأمم المتحدة بالطلب من المجتمع الدولي بفتح تحقيق دولي في ملابسات تفجيرات بغداد التي وقعت في 19 أغسطس الماضي قرب وزارتي الخارجية والمالية. (بي بي سي) - رئيس هندوراس المخلوع مانويل زيلايا يعود إلى بلاده سراً ويلتجأ في السفارة البرازيلية، والبرازيل تحذر من اقتحام سفارتها والتي قطع عنها الماء والكهرباء والهاتف. (الجزيرة) - وزيرة خارجية بلغاريا السابقة إيرينا بوكوفا تفوز بمنصب مدير منظمة الأمم المتحدة للتربية والعلم والثقافة - يونسكو عقب منافسة حادة مع منافسها الوحيد وزير الثقافة المصري فاروق حسني. (الجزيرة) |     |       |      |      |
| 22 سبتمبر 2009 (الثلاثاء) | عدل | تاريخ | راقب | تصفح |

| 22 سبتمبر 2009 (الثلاثاء) | عدل | تاريخ | راقب | تصفح |

| \| 23 سبتمبر 2009 (الأربعاء) \| عدل \| تاريخ \| راقب \| تصفح \| |     |       |      |      |
| - الرئيس الأمريكي باراك أوباما يقول في كلمته أمام الجمعية العامة للأمم المتحدة في دورتها ال64 إن الديمقراطية لا يمكن أن تفرض على أي أمة من الخارج، وإن الولايات المتحدة لن تتخلي عن جهودها للوقوف مع حق تقرير الشعوب في أي مكان. (بي بي سي) - الزعيم الليبي معمر القذافي (في الصورة) يقول في كلمته أمام الجمعية العامة للأمم المتحدة إن بلاده لا تعترف بميثاق الأمم المتحدة وإن حق النقض الذي تمارسه الدول دائمة العضوية في مجلس الأمن غير منصف. (بي بي سي) - الجيش وشرطة مكافحة الشغب في هندوراس تطوق السفارة البرازيلية التي يحتمي بها الرئيس المخلوع مانويل زيلايا فيما قد يتحول إلى مواجهة طويلة تؤدي إلى تفاقم الأزمة البلاد، وحاكم هندوراس روبرتو ميشيليتي يعرب لأول مرة عن استعداده للتفاوض المشروط مع مانويل زيلايا. (الجزيرة) - ملك السعودية عبد الله بن عبد العزيز آل سعود يفتتح جامعة الملك عبد الله للعلوم والتقنية بحضور عدد من رؤساء دول العالم، ويقول بكلمته بحفل الإفتتاح إن فكرة الجامعة كانت تراوده منذ 25 عام. (العربية) |     |       |      |      |
| 23 سبتمبر 2009 (الأربعاء) | عدل | تاريخ | راقب | تصفح |

| 23 سبتمبر 2009 (الأربعاء) | عدل | تاريخ | راقب | تصفح |

| \| 24 سبتمبر 2009 (الخميس) \| عدل \| تاريخ \| راقب \| تصفح \| |     |       |      |      |
| - مجلس الأمن الدولي وخلال جلسة طارئة ترأسها الرئيس الأمريكي باراك أوباما يتبنى بالإجماع قرار يدعو فيه إلى عالم خالي من الأسلحة النووية، والدول الكبرى توجه تحذيرات لإيران ويطالبونها بالالتزام بالاتفاقات الدولية. (العربية) - رئيس الحكومة اللبنانية المكلف سعد الدين الحريري يبدأ بإجراء استشارات نيابية جديدة لتشكيل الحكومة بعد إعادة تسميته لرئاستها. (الجزيرة) |     |       |      |      |
| 24 سبتمبر 2009 (الخميس) | عدل | تاريخ | راقب | تصفح |

| 24 سبتمبر 2009 (الخميس) | عدل | تاريخ | راقب | تصفح |

| \| 25 سبتمبر 2009 (الجمعة) \| عدل \| تاريخ \| راقب \| تصفح \| |     |       |      |      |
| - رؤساء الولايات المتحدة باراك أوباما وفرنسا نيكولا ساركوزي ورئيس وزراء بريطانيا جوردون براون يصعدان ضغوطهما على إيران ويتوعدانها بعقوبات جديدة وإعتبروا أن إعلانها بناء منشأة نووية جديدة يشكل تحدي لمعاهدة منع انتشار الأسلحة النووية. (الجزيرة) - الرئيس الفلسطيني محمود عباس في كلمته أمام الجمعية العامة للأمم المتحدة يقول إن إسرائيل يجب أن توقف كل النشاط الاستيطاني في الأراضي المحتلة من أجل إنقاذ عملية السلام في الشرق الأوسط وإن المجتمع الدولي يجب أن يضغط عليها لوقف كل نشاطها الاستيطاني الذي سيقوض هدف اقامة دولة فلسطينية متصلة جغرافياً. (رويترز) - إيران تبلغ الوكالة الدولية للطاقة الذرية بأن لديها موقع ثاني لتخصيب اليورانيوم وذلك في رسالة بعثتها إلى الوكالة يوم الإثنين الماضي. (بي بي سي) - رئيس الوزراء الإسرائيلي السابق إيهود أولمرت (في الصورة) يمثل أمام المحكمة بتهمة الفساد وخيانة الأمانة وتزوير وثائق تجارية وعدم الإفصاح عن مستوى الدخل، ويعتبر توجيه الاتهام له ومثوله أمام المحكمة بهذه التهم سابقة تاريخية في إسرائيل. وقال أولمرت في تصريح له لدى دخوله قاعة المحكمة إنه بريء. (بي بي سي) - وفاة آخر ورثة سلاطين الدولة العثمانية أرطغرل عثمان أكبر أحفاد السلطان عبد الحميد الثاني في مدينة إسطنبول التركية عن عمر ناهز 97 عام. (بي بي سي) |     |       |      |      |
| 25 سبتمبر 2009 (الجمعة) | عدل | تاريخ | راقب | تصفح |

| 25 سبتمبر 2009 (الجمعة) | عدل | تاريخ | راقب | تصفح |

| \| 26 سبتمبر 2009 (السبت) \| عدل \| تاريخ \| راقب \| تصفح \| |     |       |      |      |
| - الرئيس الأمريكي باراك أوباما يقول أن على إيران إثبات الطابع السلمي لبرنامجها النووي وإلا ستخضع للمزيد من الضغوط والعزلة، ويعتبر المنشأة النووية الجديدة التي كشفت عنها في رسالة إلى الوكالة الدولية للطاقة الذرية انتهاكًا خطيرًا لقواعد عدم الانتشار النووي. (بي بي سي) - الرئيس اليمني علي عبد الله صالح (في الصورة) يؤكد في كلمته بمناسبة الاحتفال بذكرى ثورة 26 سبتمبر استمرار الحرب ضد الحوثيين حتى لو استغرقت سنوات عدة ويدعو إلى توحيد الصف الوطني لمواجهة ما أسماه التحدي الحوثي في صعدة. (العربية) |     |       |      |      |
| 26 سبتمبر 2009 (السبت) | عدل | تاريخ | راقب | تصفح |

| 26 سبتمبر 2009 (السبت) | عدل | تاريخ | راقب | تصفح |

| \| 27 سبتمبر 2009 (الأحد) \| عدل \| تاريخ \| راقب \| تصفح \| |     |       |      |      |
| - هدوء حذر يسود القدس بعد وقوع اشتباكات في الحرم القدسي ومحيطه بين فلسطينيين ومجموعة من اليهود، وقامت الشرطة الإسرائيلية بتفريق الفلسطينيين بعد أن أطلقت قنابل صوتيه لتفريق المظاهرة التي قاموا بها احتجاجاً على زيارة لعدد من اليهود لمنطقة الحرم القدسي والذي يطلق عليه اليهود اسم جبل الهيكل. (بي بي سي) - إيران تقوم بمناورة عسكرية أطلقت خلالها ثلاثة صواريخ قصيرة المدى، كما ستطلق صواريخ بعيدة المدى وذلك بعد يومين من كشفها عن مفاعلها الثاني لتخصيب اليورانيوم. (بي بي سي) - الإحصاءات تظهر أن الناخبين الألمان أعطوا المستشارة الألمانية أنغيلا ميركل فترة ثانية. (رويترز) - الرئيس اللبناني ميشال سليمان يطلق إشارة انطلاق دورة الألعاب الفرانكوفونية السادسة. (رويترز) |     |       |      |      |
| 27 سبتمبر 2009 (الأحد) | عدل | تاريخ | راقب | تصفح |

| 27 سبتمبر 2009 (الأحد) | عدل | تاريخ | راقب | تصفح |

| \| 28 سبتمبر 2009 (الإثنين) \| عدل \| تاريخ \| راقب \| تصفح \| |     |       |      |      |
| - رئيس المكتب السياسي لحركة حماس يقول إن حركته على وشك التوصل إلى اتفاق مصالحة مع حركة فتح وذلك في حديثه بعد ختام محادثات أجراها في القاهرة مع مسؤولين مصريين سلمهم خلالها رد حركته على المقترحات المصرية بشأن المصالحة مع فتح. (بي بي سي) - المستشارة الألمانية أنغيلا ميركل (في الصورة) تعلن بعد فوز ائتلافها بالانتخابات العامة أنها ستكرس فترتها الثانية في الحكم لجهود إعادة الرخاء إلى الاقتصاد الألماني. (بي بي سي) |     |       |      |      |
| 28 سبتمبر 2009 (الإثنين) | عدل | تاريخ | راقب | تصفح |

| 28 سبتمبر 2009 (الإثنين) | عدل | تاريخ | راقب | تصفح |

| \| 29 سبتمبر 2009 (الثلاثاء) \| عدل \| تاريخ \| راقب \| تصفح \| |     |       |      |      |
| - رئيس الوكالة الإيرانية للطاقة الذرية علي أكبر صالحي يعلن أن بلاده لن توقف أنشطة تخصيب اليورانيوم وأنها لن تناقش حقوقها في استخدام الطاقة الذرية في اجتماعات جنيف يوم الخميس المقبل ولكنها يمكن أن تناقش منع التسلح النووي. (بي بي سي) - أمين عام حلف شمال الأطلسي - الناتو أندرس فوغ راسموسن يقول إن قوات الحلف ستبقى في أفغانستان للفترة التي يتطلبها إنهاء مهمتها. (بي بي سي) - عبد الملك الحوثي زعيم المتمردين في اليمن ينفي التصريحات الحكومية التي تفيد بأن الحوثيين يريدون إقامة دولة شيعية في شمال اليمن ويصف الصراع بأنه كفاح من أجل الحقوق. (رويترز) - المركز الجيولوجي الأمريكي يعلن أن هزة أرضية عنيفة قوتها 7.9 درجة على مقياس ريختر ضربت منطقة جزر ساموا بالمحيط الهادي مساء الثلاثاء وتسببت في توليد موجة تسونامي عالية ارتفاعها نحو ثلاثة أمتار قبالة سواحل هاواي.-(سي إن إن) |     |       |      |      |
| 29 سبتمبر 2009 (الثلاثاء) | عدل | تاريخ | راقب | تصفح |

| 29 سبتمبر 2009 (الثلاثاء) | عدل | تاريخ | راقب | تصفح |

| \| 30 سبتمبر 2009 (الأربعاء) \| عدل \| تاريخ \| راقب \| تصفح \| |     |       |      |      |
| - اللجنة التنفيذية لمنظمة التحرير الفلسطينية تحذر من فشل كل المساعي الهادفة لإحياء عملية السلام بسبب استمرار النشاطات الإسرائيلية في القدس والضفة الغربية. (رويترز) - مصادر إسرائيلية وفلسطينية ومصرية تعلن عن اعتزام الحكومة الإسرائيلية عن إطلاق سراح 19 فلسطينية إضافة إلى طفل إحداهن مقابل الحصول على إيضاحات عن حالة الجندي الإسرائيلي جلعاد شاليط الذي يحتجزه مسلحون فلسطينيون منذ أكثر من ثلاث سنوات.-(سي إن إن) - رئيس الوزراء المصري أحمد نظيف (في الصورة) يقول إن الحزب الوطني الديمقراطي الحاكم لم يختر مرشحه لانتخابات رئاسة الجمهورية التي ستجرى في عام 2011 حتى الآن، ويستبعد أن يتم اختيار المرشح هذا العام.-(سي إن إن) |     |       |      |      |
| 30 سبتمبر 2009 (الأربعاء) | عدل | تاريخ | راقب | تصفح |

| 30 سبتمبر 2009 (الأربعاء) | عدل | تاريخ | راقب | تصفح |

| 9 سبتمبر 2009 (الأربعاء) | عدل | تاريخ | راقب | تصفح |

| \| 10 سبتمبر 2009 (الخميس) \| عدل \| تاريخ \| راقب \| تصفح \| |     |       |      |      |
| - رئيس الحكومة اللبنانية المكلف سعد الدين الحريري (في الصورة) يعلن إنه أبلغ رئيس الجمهورية ميشال سليمان اعتذاره عن تشكيل الحكومة بعد رفض الأقلية النيابية تشكيلة حكومة الوحدة الوطنية التي قدمها. (بي بي سي) - مصر تعرض على ممثلي حركتي فتح وحماس الفلسطينيتين مقترحات جديدة بشان المصالحة بينهما تنص خصوصاً على تنظيم انتخابات في منتصف عام 2010 وإعادة دمج الأجهزة الأمنية. (بي بي سي) - طرفا اتفاق السلام الشامل في السودان حزب المؤتمر الوطني الحاكم في الشمال والحركة الشعبية لتحرير السودان الحاكمة في الجنوب يفشلان بالتوصل إلى اتفاق حول النسب التي يحدد على أساسها تقرير المصير لأبناء الجنوب في الاستفتاء المقرر عام 2011، والمبعوث الأمريكي الخاص للسودان يعرب عن خيبة أمله. (العربية) |     |       |      |      |
| 10 سبتمبر 2009 (الخميس) | عدل | تاريخ | راقب | تصفح |

| 10 سبتمبر 2009 (الخميس) | عدل | تاريخ | راقب | تصفح |

| \| 11 سبتمبر 2009 (الجمعة) \| عدل \| تاريخ \| راقب \| تصفح \| |     |       |      |      |
| - مصادر أمنية لبنانية وأخرى إسرائيلية تعلن أن صاروخين على الأقل أطلقا من لبنان على شمال إسرائيل وإن المدفعية الإسرائيلية ردت بقصف بساتين فاكهة أطلقت منها الصواريخ. (رويترز) - الرئيس الأمريكي باراك أوباما يقول في ذكرى تفجيرات 11 سبتمبر إن على الشعب الأمريكي أن يجدد العزم في مواجهة من ارتكب هذا العمل البربري والذين لا يزالون يتامرون على الولايات المتحدة. (رويترز) - وزارة الخارجية الأمريكية تعلن أن المبعوث الأمريكي للشرق الأوسط جورج ميتشل (في الصورة) سيغادر في جولة تشمل إسرائيل وفلسطين والأردن ولبنان ومصر حيث يسعى إلى استئناف محادثات السلام الإسرائيلية - الفلسطينية. (رويترز) |     |       |      |      |
| 11 سبتمبر 2009 (الجمعة) | عدل | تاريخ | راقب | تصفح |

| 11 سبتمبر 2009 (الجمعة) | عدل | تاريخ | راقب | تصفح |

| \| 12 سبتمبر 2009 (السبت) \| عدل \| تاريخ \| راقب \| تصفح \| |     |       |      |      |
| - إسرائيل تقدم شكوى إلى مجلس الأمن ضد لبنان على خلفية سقوط صاروخين في شمال إسرائيل أطلقا من جنوب لبنان. (بي بي سي) - الحكومة العراقية توافق على مسودة قانون يمهد الطريق لإجراء انتخابات عامة ستجرى في يناير القادم يتضمن انتقالاً إلى نظام القائمة المفتوحة الذي يسمح للناخبين بالتصويت لمرشحين وليس فقط لأحزاب. (رويترز) - إيران تعلن إنها لن تتراجع فيما يخص النزاع مع الغرب بشأن برنامجها النووي وذلك بعد يوم واحد من إعلان الولايات المتحدة عن إنها توافق على عرض إيران بالدخول في محادثات واسعة النطاق مع القوى الست الكبرى. (رويترز) - نقل الرئيس الإسرائيلي شمعون بيريز إلى المستشفى بعد فقدانه للوعي أثناء احتفال في تل أبيب، وطبيبه الشخصي يقول إنه بخير وسيعود لمزاولة عمله في الغد. (رويترز) |     |       |      |      |
| 12 سبتمبر 2009 (السبت) | عدل | تاريخ | راقب | تصفح |

| 12 سبتمبر 2009 (السبت) | عدل | تاريخ | راقب | تصفح |

| \| 13 سبتمبر 2009 (الأحد) \| عدل \| تاريخ \| راقب \| تصفح \| |     |       |      |      |
| - الرئيس المصري محمد حسني مبارك (في الصورة) يدعو إلى إجراء مفاوضات حول الحدود النهائية للدولة الفلسطينية لأن ذلك سيمهد الطريق للاتفاق على قضايا الوضع النهائي في إطار زمني محدد ويحث إسرائيل على وقف جميع محاولت تهويد القدس. (بي بي سي) - الجيش اليمني يعلن مقتل سبعة من المتردين الحوثيين وجرح ثمانية آخرين مع دخول هجومه على معقل الحوثيين شهره الثاني. (بي بي سي) |     |       |      |      |
| 13 سبتمبر 2009 (الأحد) | عدل | تاريخ | راقب | تصفح |

| 13 سبتمبر 2009 (الأحد) | عدل | تاريخ | راقب | تصفح |

| \| 14 سبتمبر 2009 (الإثنين) \| عدل \| تاريخ \| راقب \| تصفح \| |     |       |      |      |
| - محكمة بريطانية تحكم بالسجن على ثلاثة متهمين بالتخطيط لتفجير طائرات في الجو باستخدام متفجرات سائلة بمدد تتراوح بين 32 و40 عام. (بي بي سي) - الولايات المتحدة تقول أن رفض إيران مناقشة برنامجها النووي أثناء المحادثات مع القوى الست الكبرى المقررة أوائل الشهر القادم سيظهر عدم تعاونها مع المجتمع الدولي. (الجزيرة) - رئيس الوزراء الإسرائيلي بنيامين نتنياهو يستبعد أي تجميد تام للاستيطان في الأراضي الفلسطينية ويقول أن ذلك التجميد الذي تطالب به الولايات المتحدة لاستئناف المفاوضات الفلسطينية - الإسرائيلية سيكون محدودًا ومؤقتًا. (الجزيرة) - تثبيت الدبلوماسي الياباني يوكيا أمانو كمدير عام جديد للوكالة الدولية للطاقة الذرية ليخلف المدير الحالي محمد البرادعي من مطلع ديسمبر. (الجزيرة) |     |       |      |      |
| 14 سبتمبر 2009 (الإثنين) | عدل | تاريخ | راقب | تصفح |

| 14 سبتمبر 2009 (الإثنين) | عدل | تاريخ | راقب | تصفح |

| \| 15 سبتمبر 2009 (الثلاثاء) \| عدل \| تاريخ \| راقب \| تصفح \| |     |       |      |      |
| - نائب الرئيس الأمريكي جو بايدن (في الصورة) يصل إلى العراق في زيارة لم يعلن عنها سابقاً وذلك لمواصلة الضغط الأمريكي على الزعماء العراقيين للتوصل لتسويات سياسية، بينما أطلقت عدة قذائف على المنطقة الخضراء شديدة التحصين بعد وقت قصير من وصوله. (رويترز) - الأمم المتحدة تقول إن هناك أدلة على أن الجيش الإسرائيلي وحركة حماس ارتكبا جرائم حرب وربما جرائم ضد الإنسانية خلال الحرب في قطاع غزة. (رويترز) - الإفراج عن الصحفي العراقي منتظر الزيدي الذي اكتسب شهرة عالمية عندما رشق الرئيس الأمريكي السابق جورج بوش بحذائه. (رويترز) |     |       |      |      |
| 15 سبتمبر 2009 (الثلاثاء) | عدل | تاريخ | راقب | تصفح |

| 15 سبتمبر 2009 (الثلاثاء) | عدل | تاريخ | راقب | تصفح |

| \| 16 سبتمبر 2009 (الأربعاء) \| عدل \| تاريخ \| راقب \| تصفح \| |     |       |      |      |
| - الرئيس اللبناني ميشال سليمان (في الصورة) يعيد تكليف زعيم تيار المستقبل النائب سعد الدين الحريري بتشكيل الحكومة اللبنانية وذلك بعد تسميته من 73 نائب من نواب المجلس النيابي. (بي بي سي) - اللجنة الوطنية للانتخابات الأفغانية تعلن النتائج النهائية التي أظهرت فوز الرئيس الأفغاني المنتهيه ولايته حامد كرزاي بولاية رئاسية جديدة بعد حصولة على 54.6% من الأصوات وهي نسبة كافية لتجنب جولة إعادة، بينما حصل أقرب منافسيه المرشح عبد الله عبد الله على 27.7%، لكن هذه النتائج لن تقر بشكل رسمي حتى يتم التحقيق في جميع الشكاوى المتعلقة بعمليات التصويت وإعادة فرز الأصوات وهو أمر سيستغرق أسابيع. (بي بي سي) |     |       |      |      |
| 16 سبتمبر 2009 (الأربعاء) | عدل | تاريخ | راقب | تصفح |

| 16 سبتمبر 2009 (الأربعاء) | عدل | تاريخ | راقب | تصفح |

| \| 17 سبتمبر 2009 (الخميس) \| عدل \| تاريخ \| راقب \| تصفح \| |     |       |      |      |
| - الولايات المتحدة تلغي مشروع الدرع الصاروخي في أوروبا في قرار جاء حسب وزير الدفاع الأمريكي روبرت غيتس بعد مراجعة قدرات إيران، والرئيس الأمريكي باراك أوباما يقول إن الدرع الصاروخي سيعوض بنظام يوفر حماية أقوى وأذكى وأسرع للقوات الأمريكية وحلفاء الولايات المتحدة في أوروبا. (الجزيرة) - الرئيس الروسي دميتري ميدفيديف (في الصورة) يرحب بقرار الولايات المتحدة التخلي عن خططها القاضية ببناء نظام دفاع صاروخي أوروبي. (بي بي سي) - وزير الثقافة المصري والمرشح لمنصب مدير عام منظمة الأمم المتحدة للتربية والعلم والثقافة - يونسكو فاروق حسني يحصل على أعلى عدد من الأصوات في الجولة الأولى من انتخابات اختيار مدير عام اليونسكو. (بي بي سي) |     |       |      |      |
| 17 سبتمبر 2009 (الخميس) | عدل | تاريخ | راقب | تصفح |

| 17 سبتمبر 2009 (الخميس) | عدل | تاريخ | راقب | تصفح |

| \| 18 سبتمبر 2009 (الجمعة) \| عدل \| تاريخ \| راقب \| تصفح \| |     |       |      |      |
| - الرئيس الإيراني الأسبق محمد خاتمي ومرشح الرئاسة الخاسر مير حسين موسوي يتعرضان للاعتداء أثناء مشاركتهما في مسيرة إنطلقت في العاصمة طهران دعما للشعب الفلسطيني في يوم القدس. (بي بي سي) - أمين عام حلف شمال الأطلسي - الناتو أندرس فوغ راسموسن (في الصورة) يدعو إلى تأسيس شراكة إستراتيجية جديدة مع روسيا. (بي بي سي) |     |       |      |      |
| 18 سبتمبر 2009 (الجمعة) | عدل | تاريخ | راقب | تصفح |

| 18 سبتمبر 2009 (الجمعة) | عدل | تاريخ | راقب | تصفح |

| \| 19 سبتمبر 2009 (السبت) \| عدل \| تاريخ \| راقب \| تصفح \| |     |       |      |      |
| - البيت الأبيض يعلن أن الرئيس الأمريكي باراك أوباما سيلتقي الثلاثاء المقبل مع رئيس وزراء إسرائيل بنيامين نتنياهو ورئيس السلطة الوطنية الفلسطينية محمود عباس في قمة ثلاثية. (بي بي سي) - الجزائر والسعودية وإيران والسودان وسوريا والإمارات واليمن والكويت وقطر والبحرين وتونس ولبنان والأردن والأراضي الفلسطينية يعلنون أن عيد الفطر يوم الأحد، وبينما سلطنة عمان والمغرب أعلنوا إنه يوم الاثنين، وفي العراق السنة يوم الأحد والشيعة يوم الاثنين، بينما احتفلت ليبيا به اليوم السبت. (بي بي سي) |     |       |      |      |
| 19 سبتمبر 2009 (السبت) | عدل | تاريخ | راقب | تصفح |

| 19 سبتمبر 2009 (السبت) | عدل | تاريخ | راقب | تصفح |

| \| 20 سبتمبر 2009 (الأحد) \| عدل \| تاريخ \| راقب \| تصفح \| |     |       |      |      |
| - الجبهة الشعبية لتحرير فلسطين تدعو رئيس السلطة الوطنية الفلسطينية محمود عباس إلى عدم المشاركة باللقاء الثلاثي مع الرئيس الأمريكي باراك أوباما ورئيس وزراء إسرائيل بنيامين نتنياهو لأنه لا يخدم سوى المصالح الأمريكية والإسرائيلية وإنه سيكون بمثابه هدية للحكومة الإسرائيلية العنصرية، ورئيس الحكومة المقالة في قطاع غزة إسماعيل هنية يقول أنه لا أحد مخول بالتوقيع على اتفاق سلام مع إسرائيل بالنيابة عن الشعب الفلسطيني. (الجزيرة) - المرشد الأعلى الثورة الإسلامية الإيرانية علي خامنئي (في الصورة) يقول إن الولايات المتحدة تتهم بلاده بغير وجه حق بمحاولة تطوير أسلحة نووية. (بي بي سي) - الرئيس اليمني علي عبد الله صالح يتهم الحوثيين بقتل مدنيين أبرياء باستخدامهم كدروع بشرية. (رويترز) |     |       |      |      |
| 20 سبتمبر 2009 (الأحد) | عدل | تاريخ | راقب | تصفح |

| 20 سبتمبر 2009 (الأحد) | عدل | تاريخ | راقب | تصفح |

| \| 21 سبتمبر 2009 (الإثنين) \| عدل \| تاريخ \| راقب \| تصفح \| |     |       |      |      |
| - البيت الأبيض يعلن أنه ليس لديه توقعات كبرى من الاجتماع الثلاثي الذي سيعقد الثلاثاء في نيويورك ويجمع كلا من الرئيس الأمريكي باراك أوباما والرئيس الفلسطيني محمود عباس ورئيس الوزراء الإسرائيلي بنيامين نتنياهو على هامش إجتماعات الجمعية العامة للأمم المتحدة. (بي بي سي) |     |       |      |      |
| 21 سبتمبر 2009 (الإثنين) | عدل | تاريخ | راقب | تصفح |

| 21 سبتمبر 2009 (الإثنين) | عدل | تاريخ | راقب | تصفح |

| \| 22 سبتمبر 2009 (الثلاثاء) \| عدل \| تاريخ \| راقب \| تصفح \| |     |       |      |      |
| - الرئيس الأمريكي باراك أوباما يدعو رئيس وزراء إسرائيل بنيامين نتنياهو ورئيس السلطة الوطنية الفلسطينية محمود عباس إلى عمل جاد لتحقيق السلام في الشرق الأوسط وذلك بعد لقائه بهما، ويقول إن مفاوضات الوضع الدائم يجب أن تبدأ في أقرب وقت. (بي بي سي) - الرئيس العراقي جلال طالباني (في الصورة) يتعهد قبيل سفره إلى نيويورك لتمثيل بلاده في اجتماعات الجمعية العامة للأمم المتحدة بالطلب من المجتمع الدولي بفتح تحقيق دولي في ملابسات تفجيرات بغداد التي وقعت في 19 أغسطس الماضي قرب وزارتي الخارجية والمالية. (بي بي سي) - رئيس هندوراس المخلوع مانويل زيلايا يعود إلى بلاده سراً ويلتجأ في السفارة البرازيلية، والبرازيل تحذر من اقتحام سفارتها والتي قطع عنها الماء والكهرباء والهاتف. (الجزيرة) - وزيرة خارجية بلغاريا السابقة إيرينا بوكوفا تفوز بمنصب مدير منظمة الأمم المتحدة للتربية والعلم والثقافة - يونسكو عقب منافسة حادة مع منافسها الوحيد وزير الثقافة المصري فاروق حسني. (الجزيرة) |     |       |      |      |
| 22 سبتمبر 2009 (الثلاثاء) | عدل | تاريخ | راقب | تصفح |

| 22 سبتمبر 2009 (الثلاثاء) | عدل | تاريخ | راقب | تصفح |

| \| 23 سبتمبر 2009 (الأربعاء) \| عدل \| تاريخ \| راقب \| تصفح \| |     |       |      |      |
| - الرئيس الأمريكي باراك أوباما يقول في كلمته أمام الجمعية العامة للأمم المتحدة في دورتها ال64 إن الديمقراطية لا يمكن أن تفرض على أي أمة من الخارج، وإن الولايات المتحدة لن تتخلي عن جهودها للوقوف مع حق تقرير الشعوب في أي مكان. (بي بي سي) - الزعيم الليبي معمر القذافي (في الصورة) يقول في كلمته أمام الجمعية العامة للأمم المتحدة إن بلاده لا تعترف بميثاق الأمم المتحدة وإن حق النقض الذي تمارسه الدول دائمة العضوية في مجلس الأمن غير منصف. (بي بي سي) - الجيش وشرطة مكافحة الشغب في هندوراس تطوق السفارة البرازيلية التي يحتمي بها الرئيس المخلوع مانويل زيلايا فيما قد يتحول إلى مواجهة طويلة تؤدي إلى تفاقم الأزمة البلاد، وحاكم هندوراس روبرتو ميشيليتي يعرب لأول مرة عن استعداده للتفاوض المشروط مع مانويل زيلايا. (الجزيرة) - ملك السعودية عبد الله بن عبد العزيز آل سعود يفتتح جامعة الملك عبد الله للعلوم والتقنية بحضور عدد من رؤساء دول العالم، ويقول بكلمته بحفل الإفتتاح إن فكرة الجامعة كانت تراوده منذ 25 عام. (العربية) |     |       |      |      |
| 23 سبتمبر 2009 (الأربعاء) | عدل | تاريخ | راقب | تصفح |

| 23 سبتمبر 2009 (الأربعاء) | عدل | تاريخ | راقب | تصفح |

| \| 24 سبتمبر 2009 (الخميس) \| عدل \| تاريخ \| راقب \| تصفح \| |     |       |      |      |
| - مجلس الأمن الدولي وخلال جلسة طارئة ترأسها الرئيس الأمريكي باراك أوباما يتبنى بالإجماع قرار يدعو فيه إلى عالم خالي من الأسلحة النووية، والدول الكبرى توجه تحذيرات لإيران ويطالبونها بالالتزام بالاتفاقات الدولية. (العربية) - رئيس الحكومة اللبنانية المكلف سعد الدين الحريري يبدأ بإجراء استشارات نيابية جديدة لتشكيل الحكومة بعد إعادة تسميته لرئاستها. (الجزيرة) |     |       |      |      |
| 24 سبتمبر 2009 (الخميس) | عدل | تاريخ | راقب | تصفح |

| 24 سبتمبر 2009 (الخميس) | عدل | تاريخ | راقب | تصفح |

| \| 25 سبتمبر 2009 (الجمعة) \| عدل \| تاريخ \| راقب \| تصفح \| |     |       |      |      |
| - رؤساء الولايات المتحدة باراك أوباما وفرنسا نيكولا ساركوزي ورئيس وزراء بريطانيا جوردون براون يصعدان ضغوطهما على إيران ويتوعدانها بعقوبات جديدة وإعتبروا أن إعلانها بناء منشأة نووية جديدة يشكل تحدي لمعاهدة منع انتشار الأسلحة النووية. (الجزيرة) - الرئيس الفلسطيني محمود عباس في كلمته أمام الجمعية العامة للأمم المتحدة يقول إن إسرائيل يجب أن توقف كل النشاط الاستيطاني في الأراضي المحتلة من أجل إنقاذ عملية السلام في الشرق الأوسط وإن المجتمع الدولي يجب أن يضغط عليها لوقف كل نشاطها الاستيطاني الذي سيقوض هدف اقامة دولة فلسطينية متصلة جغرافياً. (رويترز) - إيران تبلغ الوكالة الدولية للطاقة الذرية بأن لديها موقع ثاني لتخصيب اليورانيوم وذلك في رسالة بعثتها إلى الوكالة يوم الإثنين الماضي. (بي بي سي) - رئيس الوزراء الإسرائيلي السابق إيهود أولمرت (في الصورة) يمثل أمام المحكمة بتهمة الفساد وخيانة الأمانة وتزوير وثائق تجارية وعدم الإفصاح عن مستوى الدخل، ويعتبر توجيه الاتهام له ومثوله أمام المحكمة بهذه التهم سابقة تاريخية في إسرائيل. وقال أولمرت في تصريح له لدى دخوله قاعة المحكمة إنه بريء. (بي بي سي) - وفاة آخر ورثة سلاطين الدولة العثمانية أرطغرل عثمان أكبر أحفاد السلطان عبد الحميد الثاني في مدينة إسطنبول التركية عن عمر ناهز 97 عام. (بي بي سي) |     |       |      |      |
| 25 سبتمبر 2009 (الجمعة) | عدل | تاريخ | راقب | تصفح |

| 25 سبتمبر 2009 (الجمعة) | عدل | تاريخ | راقب | تصفح |

| \| 26 سبتمبر 2009 (السبت) \| عدل \| تاريخ \| راقب \| تصفح \| |     |       |      |      |
| - الرئيس الأمريكي باراك أوباما يقول أن على إيران إثبات الطابع السلمي لبرنامجها النووي وإلا ستخضع للمزيد من الضغوط والعزلة، ويعتبر المنشأة النووية الجديدة التي كشفت عنها في رسالة إلى الوكالة الدولية للطاقة الذرية انتهاكًا خطيرًا لقواعد عدم الانتشار النووي. (بي بي سي) - الرئيس اليمني علي عبد الله صالح (في الصورة) يؤكد في كلمته بمناسبة الاحتفال بذكرى ثورة 26 سبتمبر استمرار الحرب ضد الحوثيين حتى لو استغرقت سنوات عدة ويدعو إلى توحيد الصف الوطني لمواجهة ما أسماه التحدي الحوثي في صعدة. (العربية) |     |       |      |      |
| 26 سبتمبر 2009 (السبت) | عدل | تاريخ | راقب | تصفح |

| 26 سبتمبر 2009 (السبت) | عدل | تاريخ | راقب | تصفح |

| \| 27 سبتمبر 2009 (الأحد) \| عدل \| تاريخ \| راقب \| تصفح \| |     |       |      |      |
| - هدوء حذر يسود القدس بعد وقوع اشتباكات في الحرم القدسي ومحيطه بين فلسطينيين ومجموعة من اليهود، وقامت الشرطة الإسرائيلية بتفريق الفلسطينيين بعد أن أطلقت قنابل صوتيه لتفريق المظاهرة التي قاموا بها احتجاجاً على زيارة لعدد من اليهود لمنطقة الحرم القدسي والذي يطلق عليه اليهود اسم جبل الهيكل. (بي بي سي) - إيران تقوم بمناورة عسكرية أطلقت خلالها ثلاثة صواريخ قصيرة المدى، كما ستطلق صواريخ بعيدة المدى وذلك بعد يومين من كشفها عن مفاعلها الثاني لتخصيب اليورانيوم. (بي بي سي) - الإحصاءات تظهر أن الناخبين الألمان أعطوا المستشارة الألمانية أنغيلا ميركل فترة ثانية. (رويترز) - الرئيس اللبناني ميشال سليمان يطلق إشارة انطلاق دورة الألعاب الفرانكوفونية السادسة. (رويترز) |     |       |      |      |
| 27 سبتمبر 2009 (الأحد) | عدل | تاريخ | راقب | تصفح |

| 27 سبتمبر 2009 (الأحد) | عدل | تاريخ | راقب | تصفح |

| \| 28 سبتمبر 2009 (الإثنين) \| عدل \| تاريخ \| راقب \| تصفح \| |     |       |      |      |
| - رئيس المكتب السياسي لحركة حماس يقول إن حركته على وشك التوصل إلى اتفاق مصالحة مع حركة فتح وذلك في حديثه بعد ختام محادثات أجراها في القاهرة مع مسؤولين مصريين سلمهم خلالها رد حركته على المقترحات المصرية بشأن المصالحة مع فتح. (بي بي سي) - المستشارة الألمانية أنغيلا ميركل (في الصورة) تعلن بعد فوز ائتلافها بالانتخابات العامة أنها ستكرس فترتها الثانية في الحكم لجهود إعادة الرخاء إلى الاقتصاد الألماني. (بي بي سي) |     |       |      |      |
| 28 سبتمبر 2009 (الإثنين) | عدل | تاريخ | راقب | تصفح |

| 28 سبتمبر 2009 (الإثنين) | عدل | تاريخ | راقب | تصفح |

| \| 29 سبتمبر 2009 (الثلاثاء) \| عدل \| تاريخ \| راقب \| تصفح \| |     |       |      |      |
| - رئيس الوكالة الإيرانية للطاقة الذرية علي أكبر صالحي يعلن أن بلاده لن توقف أنشطة تخصيب اليورانيوم وأنها لن تناقش حقوقها في استخدام الطاقة الذرية في اجتماعات جنيف يوم الخميس المقبل ولكنها يمكن أن تناقش منع التسلح النووي. (بي بي سي) - أمين عام حلف شمال الأطلسي - الناتو أندرس فوغ راسموسن يقول إن قوات الحلف ستبقى في أفغانستان للفترة التي يتطلبها إنهاء مهمتها. (بي بي سي) - عبد الملك الحوثي زعيم المتمردين في اليمن ينفي التصريحات الحكومية التي تفيد بأن الحوثيين يريدون إقامة دولة شيعية في شمال اليمن ويصف الصراع بأنه كفاح من أجل الحقوق. (رويترز) - المركز الجيولوجي الأمريكي يعلن أن هزة أرضية عنيفة قوتها 7.9 درجة على مقياس ريختر ضربت منطقة جزر ساموا بالمحيط الهادي مساء الثلاثاء وتسببت في توليد موجة تسونامي عالية ارتفاعها نحو ثلاثة أمتار قبالة سواحل هاواي.-(سي إن إن) |     |       |      |      |
| 29 سبتمبر 2009 (الثلاثاء) | عدل | تاريخ | راقب | تصفح |

| 29 سبتمبر 2009 (الثلاثاء) | عدل | تاريخ | راقب | تصفح |

| \| 30 سبتمبر 2009 (الأربعاء) \| عدل \| تاريخ \| راقب \| تصفح \| |     |       |      |      |
| - اللجنة التنفيذية لمنظمة التحرير الفلسطينية تحذر من فشل كل المساعي الهادفة لإحياء عملية السلام بسبب استمرار النشاطات الإسرائيلية في القدس والضفة الغربية. (رويترز) - مصادر إسرائيلية وفلسطينية ومصرية تعلن عن اعتزام الحكومة الإسرائيلية عن إطلاق سراح 19 فلسطينية إضافة إلى طفل إحداهن مقابل الحصول على إيضاحات عن حالة الجندي الإسرائيلي جلعاد شاليط الذي يحتجزه مسلحون فلسطينيون منذ أكثر من ثلاث سنوات.-(سي إن إن) - رئيس الوزراء المصري أحمد نظيف (في الصورة) يقول إن الحزب الوطني الديمقراطي الحاكم لم يختر مرشحه لانتخابات رئاسة الجمهورية التي ستجرى في عام 2011 حتى الآن، ويستبعد أن يتم اختيار المرشح هذا العام.-(سي إن إن) |     |       |      |      |
| 30 سبتمبر 2009 (الأربعاء) | عدل | تاريخ | راقب | تصفح |

| 30 سبتمبر 2009 (الأربعاء) | عدل | تاريخ | راقب | تصفح |

| أيقونة بذرة | هذه بذرة مقالة عن تقويم بحاجة للتوسيع. فضلًا شارك في تحريرها. |